# رومان ماكين
رومان ماكين (بالروسية: Майкин, Роман Юрьевич)‏ (و. 1990  م) هو راكب دراجة هوائية روسي، ولد في سانت بطرسبرغ.

## سجل الفوز

### سباقات أو مراحل فاز بها
| التاريخ        | السباق                         | المركز                  |
| -------------- | ------------------------------ | ----------------------- |
| 27 يوليو 2014  | جيرو دي توسكانا 2014           |                         |
| 01 أبريل 2015  | 2015 Krasnodar–Anapa           |                         |
| 15 أبريل 2015  | 2015 Maykop-Ulyap-Maykop       |                         |
| 04 يوليو 2015  | 2015 Grand Prix Minsk          |                         |
| 08 أغسطس 2015  | 2015 Memoriał Henryka Łasaka   |                         |
| 09 أغسطس 2015  | 2015 Coupe des Carpathes       |                         |
| 21 أغسطس 2015  | أرنهيم فينيندال الكلاسيكي 2015 |                         |
| 14 فبراير 2016 | طواف ألميريا 2016              | الثامن في التصنيف العام |
| 28 فبراير 2016 | غران بريمو دي لوغانو 2016      | العاشر في التصنيف العام |
| 29 مايو 2016   | طواف أستونيا 2016              |                         |
| 12 يونيو 2016  | طواف ليمبورغ 2016              | التاسع في التصنيف العام |
| 13 يونيو 2021  | 2021 Five Rings of Moscow      |                         |

## روابط خارجية
- رومان ماكين على موقع الاتحاد الدولي للدراجات (الإنجليزية)
- رومان ماكين على موقع أرشيف الدراجات (الإنجليزية)
- رومان ماكين على موقع إحصائيات الدراجات الإحترافية (الإنجليزية)
- رومان ماكين على موقع نسبة الدراجات (الإنجليزية)